# Imperio de mentiras
Az Imperio de mentiras (Hazugságok birodalma) egy mexikói telenovella, amit a Televisa készített 2020 és 2021 között. Főszereplői: Angelique Boyer és Andrés Palacios, a negatív szerepekben pedig Leticia Calderón-t, Alejandro Camacho-t, Iván Arana-t és Javier Jattin-t láthatjuk. Magyarországon még nem vetítették.

## Történet
A történet középpontjában egy alázatos és őszinte rendőr (Leonardo), valamint egy gazdag családból származó fiatal nő (Elisa) áll, akik egy olyan szenvedélyben merülnek el, mely épp annyira megállíthatatlan, mint amennyire tiltott. Miután Elisa apját és Leonardo menyasszonyát különös körülmények közt meggyilkolják, a pár meg akarja fejteni a rejtélyes haláleseteket, hogy kiderítsék az igazságot. Együtt olyan nagyhatalmú titkokra jönnek rá, mely egy olyan korrupt világhoz vezet, amit idáig nem ismertek. Mindezek közepette harcolnak a szerelmükért és megtanulnak bízni egymásban.

## Főszereplők
| Színész(nő)             | Szerepnév                        | Magyar hang |
| ----------------------- | -------------------------------- | ----------- |
| Angelique Boyer         | Elisa Cantú Robles               |             |
| Andrés Palacios         | Leonardo "Leo" Velasco Rodríguez |             |
| Alejandro Camacho       | Eugenio Serrano                  |             |
| Leticia Calderón        | Victoria Robles de Cantú         |             |
| Susana González         | Renata Cantú Robles de Arizmendi |             |
| Patricia Reyes Spindola | Sara Rodríguez de Velasco        |             |
| Hernán Mendoza          | José Luis Velasco Rodríguez      |             |
| Iván Arana              | Darío Ramírez "La Cobra"         |             |
| Alejandra Robles Gil    | María José "Majo" Cantú Robles   |             |
| Javier Jattin           | Fabricio Serrano                 |             |
| Michelle González       | Fernanda Navarro                 |             |
| Juan Martín Jáuregui    | Marcelo Arizmendi                |             |
| Luz Ramos               | Adriana Sánchez                  |             |
| Ricardo Reynaud         | Mario Garduño                    |             |
| Iliana Fox              | Cristina Olasábal                |             |
| Cecilia Toussaint       | Nieves Sandoval de Álvarez       |             |
| Pilar Ixquic Mata       | Teresa de Velasco                |             |
| Carlos Aragón           | Gilberto "El Tapia"              |             |
| Verónica Langer         | Piedad Ramírez                   |             |
| Adalberto Parra         | Justino Álvarez                  |             |
| Alicia Jaziz            | Clara Álvarez Sandoval           |             |
| Assira Abbate           | Leslie Velasco                   |             |
| Sandra Kai              | Sonia de Serrano                 |             |
| Enrique Singer          | Augusto Cantú                    |             |
| Jessica Decote          | Julia Álvarez Sandoval           |             |
| Enoc Leaño              | Reynaldo Ferrer                  |             |
| Carlos Torres           | Mauricio                         |             |